# Aqua-aerobics

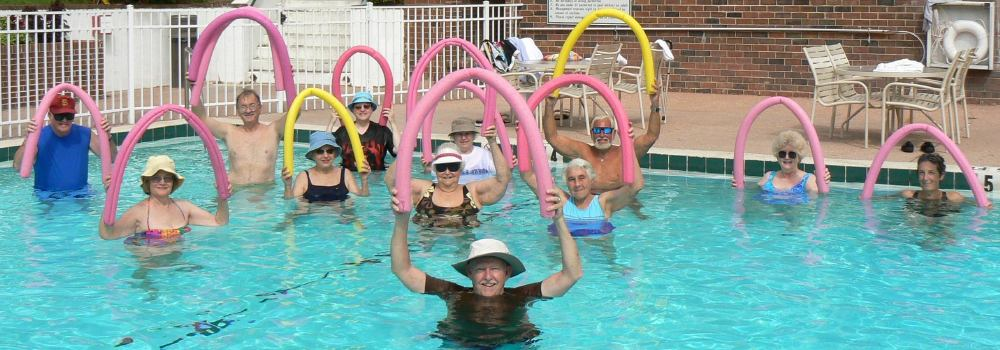
Aqua-aerobics

Aqua-aerobics (kortweg: aquarobics) is het uitvoeren van bewegingen in ondiep water (heup- tot borstdiep), op de maat van muziek in een vlot tempo, zonder al te veel onderbrekingen. Aquarobics is een intensieve, stimulerende activiteit die het algemene uithoudingsvermogen en algehele fitheid bevordert. 